# کای باستیان اورز
کای باستیان اورز (انگلیسی: Kai-Bastian Evers؛ زادهٔ ۵ مهٔ ۱۹۹۰) بازیکن فوتبال اهل آلمان است.
وی همچنین در تیم ملی فوتبال جوانان آلمان بازی کرده‌است.